# Special K (cântec)
Special K este cel de-al paisprezecelea single al trupei de rock alternativ Placebo, lansat pe 19 martie 2001, și cel de-al treilea single de pe albumul cu numărul trei, Black Market Music. Deși nu a atins poziții prea înalte în topuri, este considerat a fi unul dintre cântecele reprezentative ale trupei și este nelipsit din concertele lor. Cântăreața Severe Loren de la Linoleum asigură backing vocal-ul pe această piesă.
„Little Mo”, unul dintre B-side-urile ce apar pe acest single, are o poveste foarte interesantă, în sensul că nu are cu adevărat versuri, fiind un cântec despre... nimic. Molko menționează, cu referire la această piesă: „O schimbam de fiecare dată când o cântam live. Mi se pare interesant să intru pe internet și să citesc interpretările oamenilor la această piesă. Mă face să zâmbesc, tocmai pentru că acelea nici măcar nu erau versuri reale.”

## Lista melodiilor
1. „Special K” (Album version)
2. „Dub Psychosis”
3. „Passive Aggressive” - (BIR mix)
4. „Special K” (Timo Maas mix)
5. „Little Mo”
6. „Slave to the Wage” (remix)
7. „Special K” (Timo Dub mix)
8. „Special K” (Video)

## Despre versuri
Versurile au un ton destul de întunecat. Titlul face referire la drogul numit ketamină, folosit mai demult drept somnifer pentru mamiferele mari. Efectele acestui tip de drog sunt asemănate cu impresia de plutire în aer, urmată apoi de un șoc ce se datorează „căderii” - iar Brian Molko a comparat aceste efecte cu senzațiile ce ți le oferă iubirea, descriind o stare haotică a personajului („More chaotic, no relief”), care e conștient de slăbiciunea sa - „You're my new Achille's heal” („Tu ești noul meu punct slab”), care nu dorește să se trezească la realitate - „Just like I swallowed half my stash / I never ever want to crash” („Exact ca atunci când am luat jumătate din doză / N-aș mai vrea să îmi revin la realitate niciodată”), dar care își dă seama totuși că deșteptarea din vis este inevitabilă - „Gravity / No escaping gravity / Gravity / No escaping, not for free / I fall down / Hit the ground / Make a heavy sound / Every time you seem to come around” („Gravitația / Nu poți scăpa de gravitație / Gravitația / Nu poți scăpa, nu fără să plătești / Mă prăbușesc / Lovesc pământul / Cu un zgomot puternic / De fiecare dată când se pare că ești prin preajmă”). Comparația iubirii cu efectele unui drog a fost de altfel motivul pentru care single-ul a întâmpinat dificultăți mari de promovare în Marea Britanie.
„Morala cântecului este că tot ceea ce urcă trebuie să și coboare”, spune Molko. „Și coborârea este de obicei foarte dură.”

## Despre videoclip
Al patrulea videoclip Placebo regizat de Howard Greenhalgh, „Special K” reface tema principală a filmului SF din 1966, „Fantastic Voyage”, unde un grup de oameni (printre care un agent jucat de Stephen Boyd, și o asistentă jucată de Raquel Welch) este vârât într-o navetă spațială, care apoi este micșorată și introdusă în corpul unui savant care era amenințat să moară din cauza unui cheag de sânge de pe creier. În acest videoclip, „savantul” este interpretat de Steve Hewitt, Stefan Olsdal este cel care conduce operațiunea, iar Brian Molko joacă „rolul lui Raquel Welch”, după cum singur mărturisește cu umor pe DVD-ul Once More With Feeling, adăugând „totuși bugetul clipului nu a fost destul de mare pentru a-mi permite un implant de silicoane”.
O greșeală face ca naveta în care se află Molko să intre în corpul lui Hewitt prin gură și nu prin pupilă, și de aici apar problemele. Povestea urmează destul de fidel scenariul filmului, Molko fiind atacat de globulele albe și scăpând ca prin minune prin glandele lacrimale ale colegului său, după ce reușește să îndepărteze primejdia morții ce plana asupra acestuia. Clipul nu duce lipsă nici de momente amuzante, Olsdal „scurtcircuitându-se” la un moment dat - ceea ce a determinat următorul comentariu din partea lui Molko la vizionarea videoclipului „Și da, în caz că vreunul dintre voi s-a întrebat vreodată, Stef este de fapt un robot”.

## Poziții în topuri
- 60 (Franța)